# Цинкіт
Цинкіт — мінерал класу оксидів і гідрооксидів координаційної будови.
Синоніми: руда цинкова червона, спарталіт.

## Історія та етимологія
Цинкіт був вперше описаний у 1845 році Вільгельмом Ріттером фон Гайдінгером (1795–1871). Свою назву мінерал отримав через високий вміст цинку.

## Загальний опис
Хімічна формула: ZnO або (Zn,Mn)O. Містить (%): Zn — 80,34; O — 19,66. Домішки Мn (до 9 % МnО), Fe (до 1,5 % FeO).
Сингонія гексагональна. Дигексагонально-дипірамідальний вид. Структура координаційна, типу вюртциту. Зустрічається у вигляді дрібнозернистих і листуватих аґреґатів, дрібних зерен і кристалів пінакоїдального, рідше пірамідального габітусу, голчатих кристалів. Утворює прості двійники по базопінакоїду. Спайність довершена по (1010). Густина 5,6–5,7. Твердість 4,0–5,0. Колір оранжево-жовтий до темно-червоного, рідше жовтий. Риса оранжево-жовта. Блиск алмазний. У дрібних уламках прозорий. У шліфах темно-червоний до жовтого. Крихкий. Розчиняється в кислотах. Рідкісний.
Супутні мінерали: вілеміт, франклініт, кальцит, родоніт, ґранат.
Цинкіт утворюється шляхом так званого контактного метаморфізму, що означає низку хіміко-фізичних процесів, які відбуваються, коли гарячі магматичні розплави піднімаються вгору та викликають трансформацію навколишніх порід під дією тепла. Які породи утворюються під час цього процесу, залежить від складу магми та типу породи.

## Поширення
Зустрічається г.ч. в родовищах скарнового типу.  
На даний момент цинкит був виявлений у таких місцях: Західна Австралія; Льєж (Пломб'єр), Лімбург (Дільзен-Стоккем) і Намюр (Анден) у Бельгії; область Хасково в Болгарії; Гессен (Ріхельсдорф), Нижня Саксонія (округ Гослар), Північний Рейн-Вестфалія (Аахен, Зауерланд), Рейнланд-Пфальц (Ланталь, Зігерланд) і Саксонія (Рудні гори) у Німеччині; Аттика в Греції; Східний Азербайджан в Ірані; Лігурія, Ломбардія, Сардинія і Тоскана в Італії; Вікен у Норвегії; Катанга в Конго; Гмюнд у Каринтії, Аннаберг (Нижня Австрія) та Обларн/Штирія в Австрії; Східний Сибір в Росії; Даларна у Швеції; Кошице в Словаччині; Богемія в Чехії; а також Аризона, Каліфорнія, Колорадо, Невада, Нью-Джерсі, Нью-Мехіко, Юта та Вірджинія, знайдено на родовищі Олькуш (Польща).
Одержують цинкіт також штучно.

## Використання
При локальному накопиченні цинкит служить цинковою рудою.
Цінується колекціонерами, може застосовуватися в ювелірній справі.